# Don't Look Now
Don't Look Now (en italiano, A Venezia... un Dicembre rosso shocking), conocida en idioma castellano como Venecia rojo shocking en la Argentina y México, Amenaza en la sombra en España, Amenaza en las sombras en el Peru,es un largometraje coproducido por Italia y el Reino Unido en 1973. El guion se basa en un cuento de Daphne du Maurier, escritora de suspenso que sirvió como inspiración a directores como Alfred Hitchcock.
El film está protagonizado por Donald Sutherland y Julie Christie. Fue elegido por la prestigiosa revista de cine Empire como una de las quinientas mejores películas de la historia. Es de destacar asimismo la banda sonora de Pino Donaggio, en su primer trabajo para el cine.
Christie y Sutherland interpretan a Laura y John Baxter, un matrimonio que viaja a Venecia tras la reciente muerte accidental de su hija, después de que John acepte un encargo para restaurar una iglesia. Allí se encuentran con dos hermanas, una de las cuales dice ser clarividente y les informa que su hija está tratando de comunicarse con ellos y advertirles del peligro. John al principio rechaza sus afirmaciones, pero comienza a experimentar avistamientos misteriosos él mismo.
Don't Look Now es una exploración de la psicología del duelo y el efecto que la muerte de un hijo puede tener en una relación. La película es famosa por su estilo de edición innovador, motivos y temas recurrentes y por una controvertida escena de sexo que era explícita para la época. También emplea analepsis y prolepsis en consonancia con su representación de la precognición, pero algunas escenas se intercalan o fusionan para alterar la percepción del espectador de lo que realmente está sucediendo. Adopta un enfoque impresionista en sus imágenes, a menudo presagiando eventos con objetos, patrones y colores familiares utilizando técnicas de montaje asociativo.
La reputación de la película ha crecido en los años transcurridos desde su estreno y ahora se considera un clásico y una obra influyente en el cine de terror y el cine británico.

## Argumento
El arquitecto John Baxter y su desconsolada esposa Laura se trasladan a Venecia después de que su hija muriera ahogada en un lago cercano a su casa. John ha aceptado un encargo de un obispo para restaurar una antigua iglesia. Laura conoce a dos hermanas ancianas, Heather y Wendy, en un restaurante donde ella y John están cenando. Heather afirma ser psíquica y, a pesar de ser ciega, le informa a Laura que puede «ver» a la hija fallecida de los Baxter. Conmocionada, Laura regresa a su mesa y luego se desmaya.
Laura es llevada al hospital, donde más tarde le cuenta a John lo que Heather le dijo. John se muestra escéptico, pero se sorprende gratamente por el cambio positivo en la conducta de Laura. Esa noche, después de regresar del hospital, John y Laura tienen sexo apasionado. Después, salen a cenar y, en el camino, se pierden y se separan brevemente. John vislumbra una pequeña figura que lleva un abrigo rojo similar al que vestía Christine cuando murió.
Al día siguiente, Laura se reúne con Heather y Wendy, quienes realizan una sesión espiritista para intentar contactar con Christine. Cuando regresa al hotel, Laura le informa a John que Christine le dijo que él está en peligro y que debe abandonar Venecia. John discute con Laura, pero esa noche reciben una llamada telefónica que les informa que su hijo ha resultado herido en un accidente en su internado. Laura se marcha a Inglaterra, mientras que John se queda para completar la restauración. Poco después, John casi muere en un accidente en la iglesia cuando el andamio en el que está parado se derrumba, y él interpreta esto como el «peligro» predicho por las hermanas.
Más tarde ese día, suponiendo que Laura está en Inglaterra, John se sorprende cuando la ve en un barco que pasa en un cortejo fúnebre, acompañada por las hermanas. Preocupado por el estado mental de su esposa y por reportes de un asesino en serie suelto en Venecia, John informa a la policía de la aparente desaparición de Laura. El inspector a cargo de los asesinatos sospecha de John y ordena que lo sigan. Después de realizar una inútil búsqueda de Laura y las hermanas, durante la cual vuelve a ver la figura infantil con el abrigo rojo, John se comunica con la escuela de su hijo para preguntar sobre su condición, solo para descubrir que Laura está de hecho allí. Tras hablar con ella para confirmar que realmente está en Inglaterra, John, desconcertado, regresa a la estación de policía para informarles que ha encontrado a su esposa. Mientras tanto, la policía ha llevado a Heather para interrogarla y John, disculpándose, se ofrece a acompañarla de regreso al hotel.
Poco después de regresar al hotel, Heather entra en trance. John se marcha rápidamente. Al salir del trance, Heather le ruega a su hermana que vaya tras John, sintiendo que algo terrible está a punto de suceder, pero Wendy no logra alcanzarlo. Mientras tanto, John vislumbra nuevamente la misteriosa figura de rojo y esta vez la persigue. Acorrala a la figura en un palacio desierto y se acerca, creyendo que es una niña. La figura se gira para mirarlo, revelando que de hecho es una enana deforme. Cuando John se paraliza en estado de shock, la enana saca un cuchillo de carnicero y le corta la garganta. Al morir, John se da cuenta demasiado tarde de que los extraños avistamientos que experimentó eran premoniciones de su propio asesinato y funeral.

## Recepción
Es un film de intriga y misterio con elementos de cine de terror que en su día recibió muy buenas críticas y a su vez fue un film muy controvertido, hecho que influyó en su actual consideración como película de culto.